# ژانین فرانسوا
ژانین فرانسوا (انگلیسی: Janine François؛ زادهٔ ۱ ژانویهٔ ۱۹۸۹) بازیکن فوتبال اهل ترینیداد و توباگو است.
وی همچنین در تیم ملی فوتبال Trinidad and Tobago بازی کرده‌است.